# Districte de Lučenec
El districte de Lučenec - (eslovac) Okres Lučenec - és un dels 79 districtes d'Eslovàquia. Es troba a la regió de Banská Bystrica. Té una superfície de 825,55 km², i el 2024 tenia 68.623 habitants. La capital és Lučenec.

## Demografia
| Godina             | 1994   | 2004   | 2014   | 2024   |
| ------------------ | ------ | ------ | ------ | ------ |
| Nombre de persones | 73.470 | 73.287 | 74.401 | 68.623 |
| Diferència         |        | −0,24% | +1,52% | −7,76% |

| Godina             | 2023   | 2024   |
| ------------------ | ------ | ------ |
| Nombre de persones | 69.018 | 68.623 |
| Diferència         |        | −0,57% |

## Llista de municipis

### Ciutats
- Lučenec
- Fiľakovo

### Pobles
Ábelová | Belina | Biskupice | Boľkovce | Budiná | Bulhary | Buzitka | Čakanovce | Čamovce | Divín | Dobroč | Fiľakovské Kováče | Gregorova Vieska | Halič | Holiša | Jelšovec | Kalonda | Kotmanová | Lehôtka | Lentvora | Lipovany | Lovinobaňa | Lupoč | Ľuboreč | Mašková | Mikušovce | Mučín | Mýtna | Nitra nad Ipľom | Nové Hony | Panické Dravce | Pinciná | Pleš | Podrečany | Polichno | Praha | Prša | Píla | Radzovce | Rapovce | Ratka | Ružiná | Stará Halič | Šiatorská Bukovinka | Šurice | Šávoľ | Šíd | Tomášovce | Točnica | Trebeľovce | Trenč | Tuhár | Veľká nad Ipľom | Veľké Dravce | Vidiná